# 沃馬居

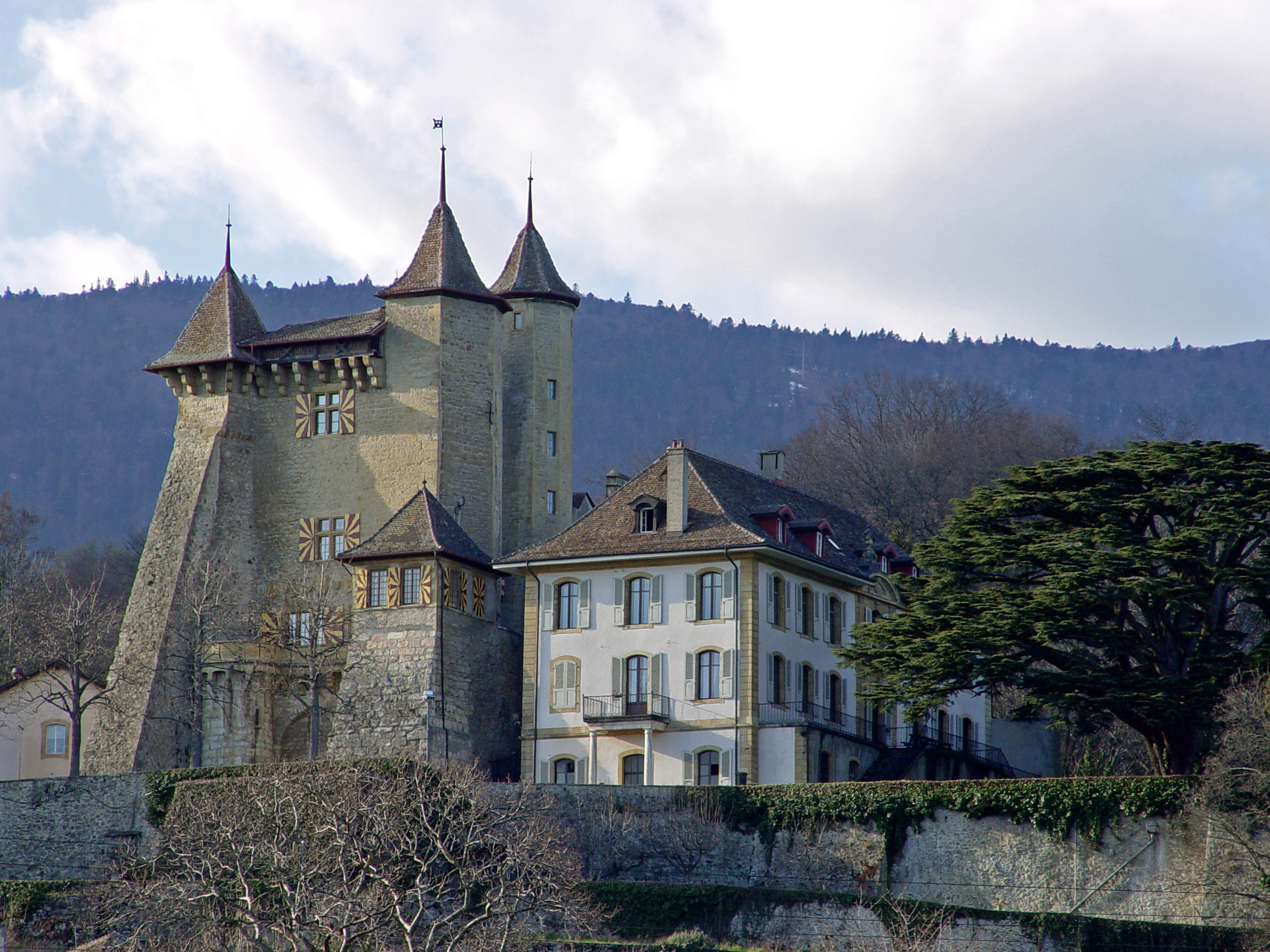

沃馬居（法語：Vaumarcus）是瑞士的城鎮，位於該國西部，由納沙泰爾州負責管轄，面積1.78平方公里，海拔高度447米，2011年人口262，五成半人口信奉基督教，人口密度每平方公里147人。